# Итна (подокруг)
Итна (бенг. ইটনা, англ. Itna) — подокруг на северо-востоке Бангладеш в составе округа Кишоргандж. Образован в 1917 году. Административный центр — город Итна. Площадь подокруга — 401,94 км². По данным переписи 1991 года численность населения подокруга составляла 132 948 человек. Плотность населения равнялась 331 чел. на 1 км². Уровень грамотности населения составлял 21,5 %. Религиозный состав: мусульмане — 80 %, индуисты — 18 %, христиане — 0,12 %, буддисты — 0,12 %, прочие — 1,76 %.